# Carlo Agostini
Carlo Agostini, né le 22 avril 1888 à San Martino di Lupari en Vénétie, Italie, et mort le 28 décembre 1952 à Rome, est un ecclésiastique italien de l'Église catholique. L'annonce de sa création comme cardinal est faite le 29 novembre 1952, mais il meurt avant le consistoire du 12 janvier 1953.

## Biographie
Carlo Agostini étudie à Trévise et à Rome et il est notamment professeur et recteur au séminaire de Trévise et y est chanoine au chapitre. Il est nommé évêque de Padoue en 1932 et administrateur apostolique du diocèse de Trévise en 1936. Il est promu patriarche de Venise en 1949.
L'annonce de sa création comme cardinal est faite le 29 novembre 1952, mais il meurt avant le consistoire du 12 janvier 1953.